# 南奥塞梯国徽
截至2010年7月上旬，世界上有两个自称「南奥塞梯」的政治实体：从格鲁吉亚独立的“南奥塞梯共和国”，实际控制并管辖南奥塞梯全境，但尚未得到国际普遍承认；和因格鲁吉亚对南奥塞梯地区声称主权而设置的“南奥塞梯临时行政实体”，该机构自2008年8月南奥塞梯战争格方告败后便失去所有实际管辖领土，改在格首都第比利斯办公。本条目将分别对这两个政治实体的国徽进行描述。
南奥塞梯共和国国徽于1998年3月30日在正式宣布从格鲁吉亚独立前夕始用，于1999年5月19日由那南奥塞梯政府正式批准定位为国徽，纳入南奥塞梯宪法。国徽创意来自接壤的俄罗斯联邦北奥塞梯-阿兰共和国的国徽。在其基础上加上外环。外环上半环有西里尔字母奥塞梯文“南奥塞梯共和国”（Республикæ Хуссар Ирыстон）的字样，下半环有西里尔字母俄文“南奥塞梯共和国”（Республика Южная Осетия）的字样。此二语言为共和国的官方语言。两半环由橘红、白、黄三色圆形装饰分开（形象类似天地人三太极图形，但此处与之并无关系）。
圆盘中心直接取用北奥塞梯-阿兰共和国国徽。金色的土地，象征着大地的富饶和国土的神圣。在国土上向前直行的是象征权力的雪豹。金色的雪豹背上呈现黑色斑点，尾向上翘表示雪豹警惕，随时随刻准备捍卫国家领土。雪豹是北高加索地区传统的象征兽物，不过近期逼向濒危。背景的七座雪山象征高加索地区的雄伟山景。
现时格鲁吉亚南奥塞梯临时行政实体徽章，与前格鲁吉亚南奥塞梯自治州州徽相似，只是修改了徽章底下的格鲁吉亚文名字。徽章底部用格文写出“格鲁吉亚南奥塞梯临时行政实体”（სამხრეთ ოსეთის ადმინისტრაცია）。